# Лодовико Изолани
Лодовико Изолани (1584/1586 – 1640) (итал. Giovanni Lodovico Ettore Isolani) је био аустријски генерал.

## Биографија
Учествовао је у Дугом рату у коме је заробљен 1602. године, али успео је да побегне из заробљеништва. У Ускочком рату (1615-7) учествовао је као капетан и са четом Хрвата борио се на Сочи. У Тридесетогодишњем рату је командовао хрватским јединицама под Јоханом Тилијем, Албрехтом Валенштајном и Матијом Галасом. Као командант пука аркебузира од 1625, водио је успешан мали рат 1626. у Саксонији против Мансфелда, а 1630. и против Швеђана у Померанији. Против Густава II Адолфа у бици код Брајтенфелда (1631) командовао је хрватском лаком коњицом с којом је допринео разбијању саксонске пешадије, а у бици код Лицена следеће године, командовао је са 28 ескадрона хрватске коњице и водио тешке одбрамбено-нападачке борбе у којима је био рањен. Исте године именован је „генералом свих хрватских трупа“ (лат. Croatarum omnium generalis). Заједно са Ј. Вертом, командовао је коњицом на десном крилу у бици код Нердлингена (1634). У Холандији и Француској је 1635-6 са хрватским коњичким пуковима заузео велики број села. Године 1635. је за ратне заслуге добио титулу грофа. Умро је као командант Хрватске и Славоније 1640. године.